# Palácio da Alvorada
Palácio da Alvorada (portugalska izgovorjava: [paˈlasju dawvoˈɾadɐ]) je uradna rezidenca brazilskega predsednika. Stoji v glavnem mestu države Brasília, na polotoku ob robu jezera Paranoá. Stavbo je zasnoval Oscar Niemeyer in je bila zgrajena med letoma 1957 in 1958 v modernističnem slogu. To je bila rezidenca vsakega brazilskega predsednika od Juscelina Kubitscheka dalje. Stavba je navedena kot območje nacionalne zgodovinske dediščine.
Palácio da Alvorada se uporablja kot rezidenca in za uradne sprejeme. Predsednikovo delovno mesto in središče izvršilne oblasti je Palácio do Planalto.

## Pravila poimenovanja
Stavba se je sprva imenovala 'predsedniška palača'. Ime Palácio da Alvorada ('Palača zore') izhaja iz citata Juscelina Kubitscheka: »Que é Brasília, senão a alvorada de um novo dia para o Brasil?« ('Kaj je Brasília, če ne zarja novega dne za Brazilijo?').

## Zgodovina
Palača Alvorada je bila prva vladna stavba, zgrajena v novi zvezni prestolnici. Gradnja se je začela 3. aprila 1957 in bila končana 30. junija 1958. Niemeyerjev projekt je temeljil na načelih preprostosti in modernosti.

### V 21. stoletju
Leta 2004 je prva dama Marisa Letícia vodila najobsežnejšo in zgodovinsko obnovo palače v njeni zgodovini. Projekt je trajal dve leti in je stal 18,4 milijona dolarjev. Opravljene so bile raziskave, da bi prostorom in dekorju povrnili prvotne sloge. Restavrirano je bilo tudi pohištvo in okrasje. Zamenjana je bila elektro in centralna klimatska naprava ter izvedena tla in strop. V nasprotju s splošnim prepričanjem obnove ni plačala država, ampak je bila del tekočega projekta obnove spomenikov pod vodstvom Nacionalnega inštituta za zgodovinsko in umetnostno dediščino s sredstvi, ki so jih prispevale zasebne družbe (za davčne olajšave).
Januarja 2023 so obširno poročali, da je Jair Bolsonaro, ki je živel v stavbi med svojim mandatom kot 38. predsednik Brazilije, 'uničil' palačo, pustil raztrgane preproge in zofe, puščajoče strope ter razbita okna in talne deske. Tapiserija Emiliana Di Cavalcantija naj bi bila premaknjena iz knjižnice in obešena na sonce, zaradi česar so bila potrebna restavratorska dela, nekatera umetniška dela pa so popolnoma izginila. Brazilski kaktus, ki ga je posadil Bolsonarov predhodnik in naslednik Luiz Inácio Lula da Silva, je bil odstranjen, kemični svinčnik – ki ga je Bolsonaro uporabljal kot simbol svoje administracije – pa je ostal na mizi.

## Arhitektura
Stavba ima površino 7000 kvadratnih metrov, razporejenih v treh nadstropjih: klet, pritličje in nadstropje. Kapela in heliport sta v sosednjih stavbah na ozemlju palače. V kletni etaži so kinodvorana, igralnica, kuhinja, pralnica, zdravstveni dom in uprava stavbe.

### Pritličje
V pritličju so svečani prostori, ki jih predsedstvo uporablja za uradne sprejeme. Sestavljajo ga vhodna dvorana, čakalnica, dvorana, knjižnica, mezzanin, jedilnica, plemiška soba, glasbena soba in banketna soba.
Vhodna dvorana je glavni vhod v palačo. Njena glavna značilnost je zlata stena, na kateri je vpisan stavek predsednika Kubitscheka: »S te osrednje planote, te ogromne praznine, ki bo kmalu postala središče nacionalnih odločitev, še enkrat gledam na prihodnost svoje države in predvidevam ta svit z neomajno vero v svojo veliko usodo - Juscelino Kubitschek, 2. oktober 1956.«
Čakalnica je okrašena s tapiserijo Concesse Colaço z naslovom Manhã de Cores; dve sliki Vicenteja do Rega Monteira – Abstração in Céu in umetniško delo Carlosa Scliarja z naslovom Os Barcos Esperam.
Slavnostna soba je opremljena z mešanico sodobnih in starinskih predmetov. Glavna stena je narejena iz jacarandá-da-baía. Izstopata dve sveti podobi, sveta Marija Magdalena in sveta Terezija Avilska, obe v baročnem slogu 18. stoletja. Na steni izstopa tapiserija Kennedyja Bahie z naslovom Flora e Fauna da Bahia, pa tudi slike Djanira da Motta e Silva z naslovom Colhendo Café; Marije Leontine z naslovom Cena II; in Alfreda Volpija z naslovom Fachada em Oval.
Knjižna zbirka knjižnice vključuje 3406 literarnih del, ki segajo od umetnosti, filozofije, politike in literature do splošne zgodovine in brazilske zgodovine, med drugim. Knjižnico krasijo tapiserija Emiliana Di Cavalcantija – Músicos – in trije uokvirjeni stari zemljevidi: Južna Amerika (1645), Brazilija (brez datuma) in kapitanije Brazilije (1656). Tu sta tudi dve majhni oljni sliki, Moça Sentada ao Piano (1857) in Senhora Sentada (1885), Rodolfa Amoeda.
Mezanin je krožno območje med vhodno avlo, knjižnico in plemiško sobo. Vsebuje tapiserijo Di Cavalcantija z naslovom Múmias, tri avtohtone pogrebne žare z otoka Marajó in dve skulpturi Alfreda Ceschiattija.
Jedilnica je bila dodana leta 1992 in je okrašena z mizo in dvanajstimi angleškimi stoli v slogu Chippendale ter dvema brazilskima mizama iz 18. stoletja. V sobi izstopajo flamske slike Cornelisa de Heema in Jana van Huysuma iz 17. stoletja. Poleg teh umetnin sobo krasita tudi dva baročna angela iz zvezne države Minas Gerais in komplet porcelana Britanske vzhodnoindijske družbe iz 18. stoletja.
Plemiška soba je razdeljena na štiri dele, v katerih izstopata dve skulpturi Victorja Brechereta z naslovoma Morena in Saindo do Banho. Sodobni del je okrašen s pohištvom Mies van der Roheja. Zadnja dva dela prikazujeta mešanico starinskega in sodobnega brazilskega in tujega pohištva. Med njimi sta dve držali za bakle iz zlatega lesa in dve sveti deli – Sveta družina in Sant’Ana Maestra – ki sedita na mizi iz 18. stoletja. Na steni izstopajo slika Aldemirja Martinsa z naslovom Vaqueiro in dve umetnini Candida Portinarija – Jangadas do Nordeste in Os Seringueiros.
Glasbena soba je med plemiško in banketno sobo. Ima dva oblazinjena kompleta sedežnih garnitur, ločena z nemškim salonskim velikim klavirjem. Zadaj na leseni omari stojita kipa svetega Janeza Evangelista (17. stoletje), svetega Joahima (18. stoletje).
Banketno sobo je oblikovala Anna Maria Niemeyer in ima veliko jedilno mizo s petdesetimi sedeži. V zadnjem delu sobe je omarica iz cedre iz 19. stoletja, poleg dveh skrinj iz začetka 20. stoletja. Krasita jo dve tapiseriji z naslovom Saudades do Meu Jardim iz Concesse Colaço, skulptura Edificação Andréja Bloca in srebrnina iz palače Catete.

### Drugo nadstropje
Drugo nadstropje je rezidenčni del palače s predsedniškim apartmajem, ki ga sestavljajo štirje apartmaji, dva apartmaja za goste in druge zasebne sobe.

## Osebje in varnost
Trenutno je v palači zaposlenih 160 ljudi, vključno s tajnicami, pomočniki, natakarji, kuharji, zdravniki in varnostnim osebjem. Kompleks palače varuje bataljon predsedniške straže.